# 그랜드케이

그랜드케이

그랜드케이(영어: Grand Cay)는 바하마의 구로 아바코 제도에 위치한다.